# ベラルーシのイスラム教

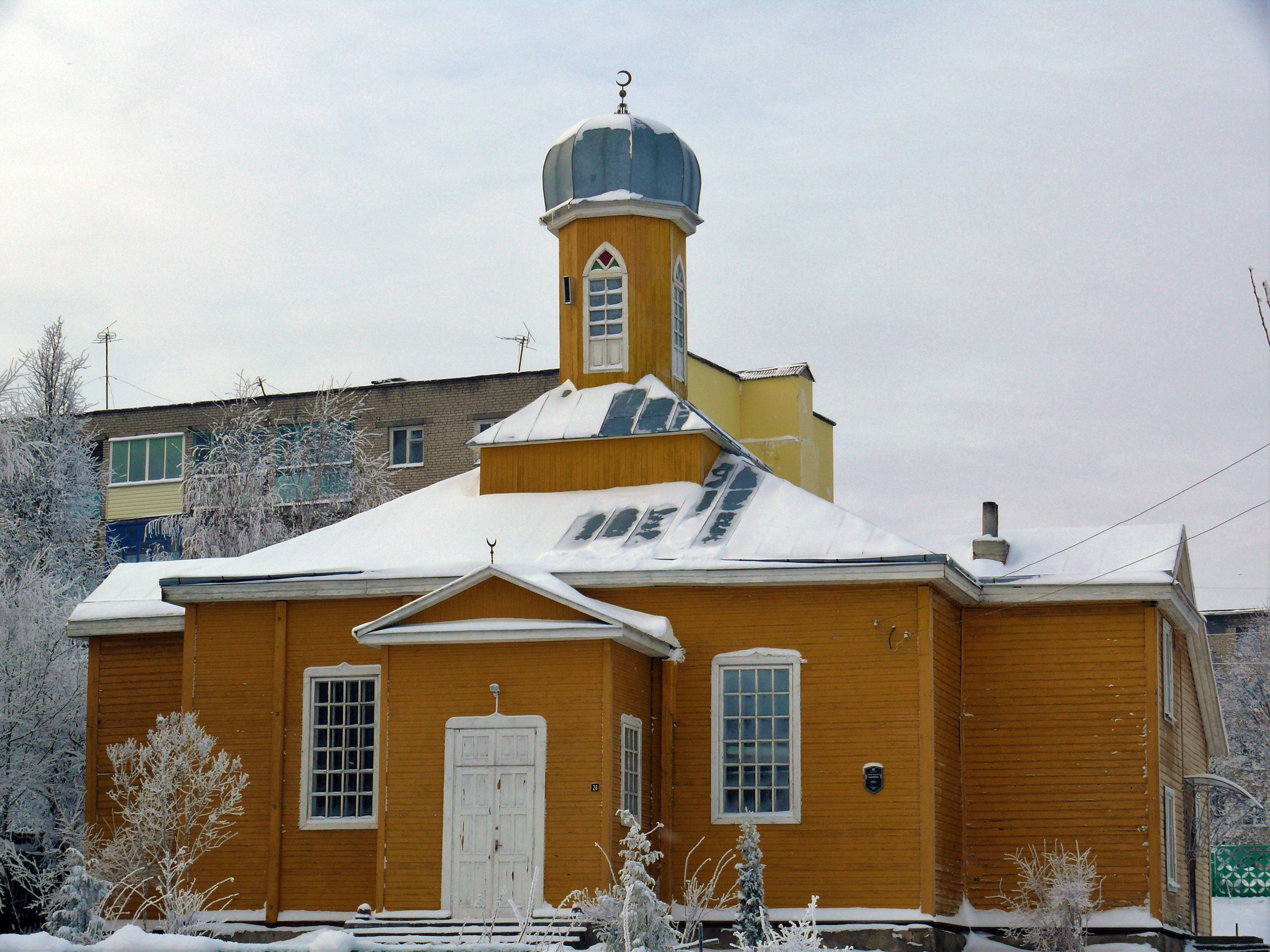
ナヴァフルダクにあるモスク

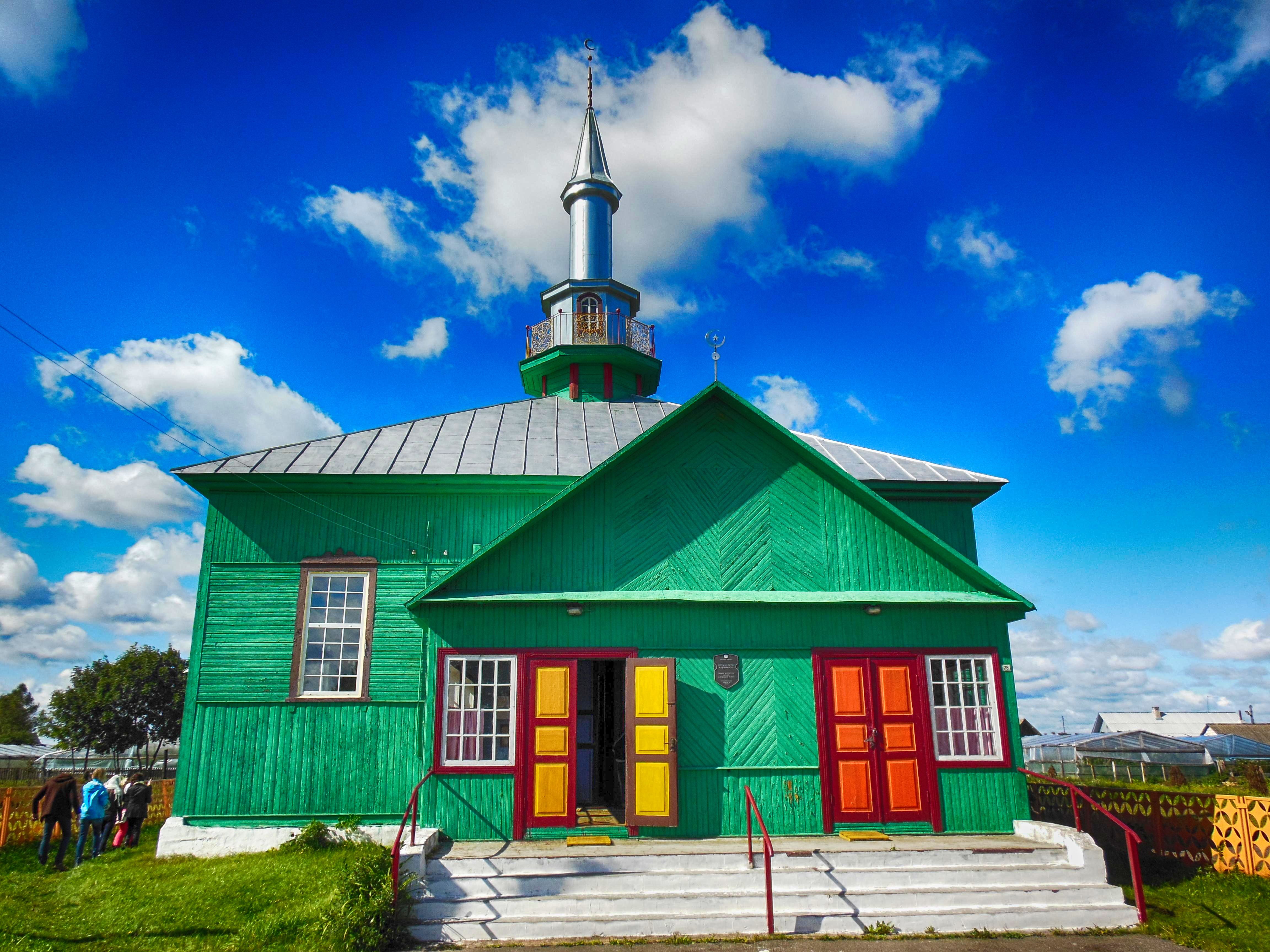
フロドナ州・イウイェのモスク

ベラルーシのイスラム教（ベラルーシのイスラムきょう）は長い歴史を持つ。ベラルーシにはリトアニア大公国時代の14～16世紀にリプカ・タタール人によって現代のベラルーシの領土内へとイスラム教がもたらされた。今日、移民のムスリムは国内のイスラム教普及・拡大に貢献している。 2000年時点において、ベラルーシ国内のイスラム教コミュニティに参加しているムスリムの数は約10万人となっている。

## 現代
1994年、最初の全ベラルーシムスリム評議会が開催された。その結果、ベラルーシ共和国ムスリム宗教コミュニティが設立された。以降、Ismail Aleksandrovichがコミュニティの議長をつとめている。
1997年時点で、ベラルーシ西地区には19のベラルーシ共和国ムスリム宗教コミュニティを含む23のイスラム教コミュニティが設立されていた。2010年時点において、ベラルーシ国内には25のイスラム教コミュニティが設立されており、国内で最もムスリムの多い地域は8つのイスラム教コミュニティが存在するフロドナ州となっている。また、国内には6つのモスクがある。
ベラルーシはデンマークに端を発するムハンマド風刺漫画掲載問題において、イスラム教の開祖ムハンマド・イブン＝アブドゥッラーフの風刺漫画を出版した新聞記者が逮捕・収監されたヨーロッパ唯一の国家である。2008年1月18日、新聞記者のAlexander Sdvizhkovは「宗教的憎悪の扇動」という罪状で3年の禁錮刑に処された。